# Zornia sinaloensis
Zornia sinaloensis är en ärtväxtart som beskrevs av Robert H Mohlenbrock. Zornia sinaloensis ingår i släktet Zornia och familjen ärtväxter. Inga underarter finns listade i Catalogue of Life.